# Лего филм 2
Лего филм 2 (енгл. The Lego Movie 2: The Second Part) је амерички компјутерски-анимирани филм студија Ворнер брадерс из 2019. године, за који режију и сценарио потписује Мајк Мичел. Филм представља наставак Лего филма (2014), четврти је филм у серијалу, после спин-офова Лего Бетмен и Лего Нинџаго (оба из 2017). Гласове позајмљују Крис Прат, Вил Ферел, Елизабет Бенкс, Вил Арнет, Тифани Хадиш, Стефани Беатриц, Чарли Деј, Алисон Бри, Ник Оферман и Маја Рудолф.

## Радња
Лего филм 2 радњу наставља на месту где се завршио први филм. Бриксбург је сада застрашујућа апокалиптична пустош у Побеснели Макс стилу. Емет је и даље неизмерно срећан као и увек, али кад заробе Вајлдстајл, мора да се врати у стварни свет и да је спаси.

## Улоге
| Глумац          | Улога                             |
| --------------- | --------------------------------- |
| Крис Прат       | Емет Бриковски / Рекс Дејнџервест |
| Елизабет Бенкс  | Луси / Вајлд Стајл                |
| Вил Арнет       | Бетмен                            |
| Тифани Хадиш    | краљица Штагод Пожели             |
| Стефани Беатриц | генерал Слатки Хаос               |
| Чарли Деј       | астронаут Бени                    |
| Алисон Бри      | принцеза Јуникити                 |
| Ник Оферман     | гусар Метална Брада               |
| Маја Рудолф     | Мама                              |
| Вил Ферел       | Лорд Бизнис                       |
| Ричард Ајоади   | Сладолед Корнет                   |
| Ченинг Тејтум   | Супермен                          |
| Коби Смалдерс   | Чудесна жена                      |
| Џејсон Момоа    | Аквамен                           |
| Марго Рубин     | Харли Квин                        |
| Рејф Фајнс      | Алфред Пениворт                   |